# Finska mästerskapet i bandy 1951
Finska mästerskapet i bandy 1951 spelades av 16 lag, indelade i två grupper. Dessutom spelades en match mellan segrarna i de tävlingar som Finlands Bollförbund och Arbetarnas Idrottsförbund i Finland anordnat. Inför säsongen flyttades Hukat upp till Mästerskapsserien. Kvalresultat: Joensuun Maila-Pojat - Sudet 2-4, Vaasan Pallo-Pojat - Porin Kärpät 4-4, Porin Kärpät - Vaasan Pallo-Pojat 1-4, Sudet - Vaasan Pallo-Pojat 5-2. Kvalificerade sig gjorde Sudet, som flyttat till Helsingfors.

## Finlands Bollförbund, Mästerskapsserien

### Väst
| Lag                       | Spelade | Vinster | Oavgjorda | Förluster | Målskillnad | Poäng | OPS | OLS | I-Kiss | VIFK | HIFK BandyHIFK | OPP | SePS | RU38 |
| ------------------------- | ------- | ------- | --------- | --------- | ----------- | ----- | --- | --- | ------ | ---- | -------------- | --- | ---- | ---- |
| OPS                       | 7       | 5       | 0         | 2         | 28-10       | 10    |     | 1-0 | 4-0    | 3-0  | 5-6            | 1-2 | 4-2  | 10-0 |
| OLS                       | 7       | 5       | 0         | 2         | 15-8        | 10    |     |     | 1-3    | 1-0  | 3-1            | 2-1 | 4-0  | 4-2  |
| Tampereen Ilves-Kissat    | 7       | 5       | 0         | 2         | 25-22       | 10    |     |     |        | 1-10 | 8-5            | 4-1 | 2-0  | 7-1  |
| IFK Vasa                  | 7       | 4       | 0         | 3         | 32-12       | 8     |     |     |        |      | 0-3            | 7-2 | 2-1  | 13-1 |
| IFK Helsingfors           | 7       | 4       | 0         | 3         | 19-19       | 8     |     |     |        |      |                | 1-0 | 2-1  | 1-2  |
| Oulun Pallo-Pojat         | 7       | 2       | 0         | 5         | 15-20       | 4     |     |     |        |      |                |     | 2-3  | 7-2  |
| Seinäjoen Palloseura      | 7       | 1       | 1         | 5         | 10-19       | 3     |     |     |        |      |                |     |      | 3-3  |
| Rosenlewin Urheilijat -38 | 7       | 1       | 1         | 5         | 11-45       | 3     |     |     |        |      |                |     |      |      |

### Öst
| Lag                    | Spelade | Vinster | Oavgjorda | Förluster | Målskillnad | Poäng | LV | WP35 | Reipas | YVPS | Sudet | KUV | A   | MP  |
| ---------------------- | ------- | ------- | --------- | --------- | ----------- | ----- | -- | ---- | ------ | ---- | ----- | --- | --- | --- |
| Lappeenrannan Veiterä  | 7       | 6       | 0         | 1         | 33-12       | 12    |    | 7-0  | 2-0    | 0-3  | 4-3   | 5-4 | 6-0 | 9-2 |
| Warkauden Pallo -35    | 7       | 5       | 1         | 1         | 27-20       | 11    |    |      | 4-4    | 4-0  | 3-1   | 5-4 | 4-1 | 7-3 |
| Viipurin Reipas        | 7       | 2       | 3         | 2         | 21-18       | 7     |    |      |        | 1-1  | 2-2   | 3-7 | 4-1 | 7-1 |
| Ylä-Vuoksen Palloseura | 7       | 3       | 1         | 3         | 16-16       | 7     |    |      |        |      | 3-4   | 4-2 | 0-1 | 5-4 |
| Sudet, Helsingfors     | 7       | 3       | 1         | 3         | 21-22       | 7     |    |      |        |      |       | 6-4 | 1-3 | 4-3 |
| Käpylän Urheilu-Veikot | 7       | 3       | 0         | 4         | 33-29       | 6     |    |      |        |      |       |     | 4-2 | 8-4 |
| Borgå Akilles          | 7       | 3       | 0         | 4         | 14-21       | 6     |    |      |        |      |       |     |     | 6-2 |
| Mikkelin Palloilijat   | 7       | 0       | 0         | 7         | 19-46       | 0     |    |      |        |      |       |     |     |     |

### Match om tredje pris
| Lag 1               | Resultat | Lag 2 |
| ------------------- | -------- | ----- |
| Warkauden Pallo -35 | 4–1      | OLS   |

### Final
| Lag 1                 | Resultat | Lag 2 |
| --------------------- | -------- | ----- |
| Lappeenrannan Veiterä | 2–0      | OPS   |

### Slutställning
| Placering | Lag                       |
| --------- | ------------------------- |
| 1.        | Lappeenrannan Veiterä     |
| 2.        | OPS                       |
| 3.        | Warkauden Pallo -35       |
| 4.        | OLS                       |
| 5.        | Tampereen Ilves-Kissat    |
| 6.        | IFK Vasa                  |
| 7.        | IFK Helsingfors           |
| 8.        | Viipurin Reipas           |
| 9.        | Ylä-Vuoksen Palloseura    |
| 10.       | Sudet, Helsinki           |
| 11.       | Käpylän Urheilu-Veikot    |
| 12.       | Borgå Akilles             |
| 13.       | Oulun Pallo-Pojat         |
| 14.       | Seinäjoen Palloseura      |
| 15.       | Rosenlewin Urheilijat -38 |
| 16.       | Mikkelin Palloilijat      |

Sijoitukset on määritelty placeringsta 5 eteenpäin sarjapisteiden och tarvittaessa maalieron perusteella riippumatta lagiden sijoituksesta lohkossaan. Lohkojen kaksi viimeistä kuitenkin putosi sarjasta. Nykomlingar blev HJK, Joensuun Maila-Pojat, Kouvolan Urheilijain Palloilijat och Porin Kärpät.

## AIF-final
| Lag 1         | Resultat | Lag 2          |
| ------------- | -------- | -------------- |
| Turun Pyrkivä | 3–2      | Helsingin Jyry |

## Match mellan förbundsmästarna (FBF-AIF)
| Lag 1                 | Resultat | Lag 2         |
| --------------------- | -------- | ------------- |
| Lappeenrannan Veiterä | 4–2      | Turun Pyrkivä |